# Akademische Ruderverbindung Westfalen
Die Akademische Ruderverbindung Westfalen ist eine farbentragende, freiwillig schlagende und pflichtrudernde studentische Korporation. Sie war Gründungsmitglied des Akademischen Ruderbundes. 1891 in Münster als Akademischer Schwimm- und Ruderverein gegründet, bestätigte der Rektor der Universität sie 1904 als Korporation.

## Geschichte
Auf Initiative des Oberpräsidenten der Provinz Westfalen und Kurator der königlichen Akademie Heinrich Konrad von Studt wurde am 23. Juni 1891 der Akademische Schwimm- und Ruderverein zu Münster gegründet. Am 26. Mai 1904 wurde die Konstituierung als Korporation vom Rektor der Universität genehmigt. Noch im selben Jahr war die ARV Westfalen Gründungsmitglied des Akademischen Ruderbundes. Der endgültige Name, Akademische Ruderverbindung „Westfalen“, wurde im Jahre 1926 eingeführt.
Das erste Bootshaus des Akademischen Schwimm- und Rudervereins stand an der Werse. 1901 zog man zusammen mit dem Ruderverein Münster in ein Haus, das zuvor von Arbeitern, die den Dortmund-Ems-Kanal bauten, genutzt wurde. 1923 erbaute der Ruderverein Münster ein eigenes Bootshaus, sodass die ARV Westfalen alleiniger Nutzer des Hauses war. Dieses wurde jedoch 1945 endgültig durch eine Fliegerbombe zerstört, nachdem zuvor bereits zwei Bomben die Bootshallen getroffen hatten. Mit dem Haus gingen alle Boote und viele Erinnerungsstücke verloren. Schon 1949 wurde mit dem Neuaufbau eines Bootshauses begonnen, welcher 1958 abgeschlossen wurde.

## Couleur und Wahlspruch
Die Ruderer tragen die Farben hellblau-weiß-dunkelblau mit silberner Percussion. Vorbild dafür waren die für den akademischen Rudersport bekannten Universitäten Cambridge (light blue) und Oxford (dark blue). Kopfbedeckung ist das Hinterhauptcouleur in selbigen Farben. Das Fuxenband hat die Farben hellblau-weiß. Wahlspruch der ARV Westfalen ist „Dem Vaterland ergeben, den Kräften vertrauend“. Der Zirkel zeigt sowohl die Buchstaben ARV, als auch vcf, was für vivat, crescat, floreat (lat.: „er (sie, es) lebe, wachse und blühe!“) steht.

## Akademisches Fechten
Das Prinzip der unbedingten Satisfaktion war bis zum Ende des Zweiten Weltkrieges der waffenstudentische Standpunkt der Verbindung. So wurden zur Verteidigung der Ehre Partien auf schweren Säbel gefochten. Nach dem Zweiten Weltkrieg wurde das akademische Fechten vorübergehend eingestellt. Seit Ende der 1970er Jahre werden wieder Schlägerpartien gefochten. Heute ist die akademische Ruderverbindung freiwillig schlagend.

## Rudersport

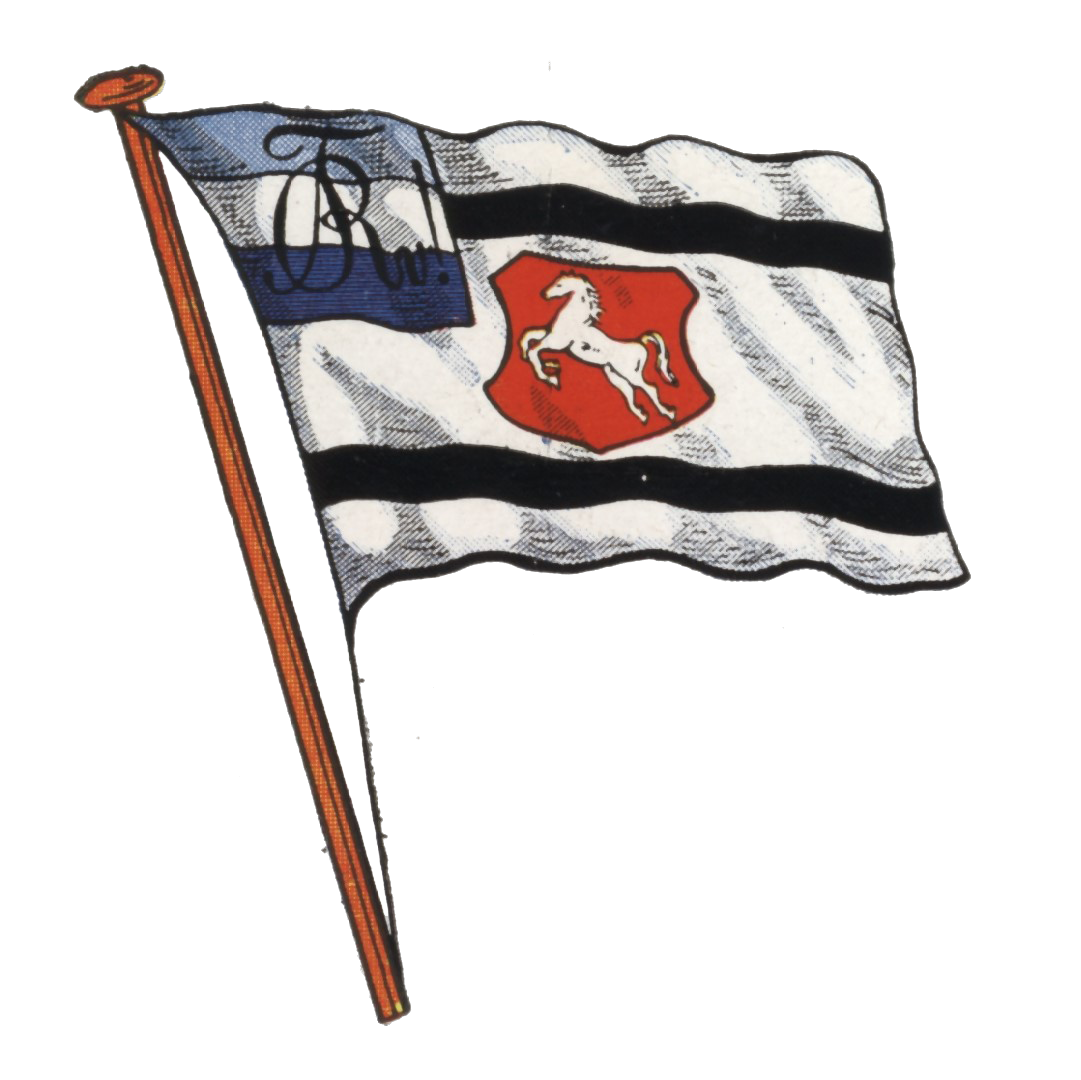
Bootsfahne der Verbindung

Der Rudersport nahm und nimmt in der ARV Westfalen eine zentrale Rolle ein. Bereits vor dem Ersten Weltkrieg wurden diverse Regattasiege eingefahren, unter anderem die Silbermedaille beim Kaiservierer 1895. Im Jahre 1940 folgte mit dem Gewinn der Deutschen Kriegsmeisterschaft im Leichtgewichts-Vierer mit Steuermann einer der größten Erfolge. Ein weiterer sportlicher Höhepunkt war 1972, als die Verbindung bei den Olympischen Sommerspielen in München mit Peter Funnekötter einen der Ruderer im Vierer ohne Steuermann stellte. Der Mannschaft gelang es, die Bronzemedaille zu erringen. Schon in den Jahren zuvor gewann er in diesem Boot 1970 die Silbermedaille bei den Weltmeisterschaften in St. Catherines und 1971 die Bronzemedaille bei den Europameisterschaften in Kopenhagen. Bei Deutschen Meisterschaften wurden jedoch auch durch andere Ruderer der ARV Westfalen immer wieder Erfolge erzielt (teilweise in Renngemeinschaften):
- 1940 im Leichtgewichts-Vierer mit Steuermann 1. Platz
- 1967 im Leichtgewichts-Achter 1. Platz
- 1968 im Leichtgewichts-Achter 1. Platz
- 1969 im Zweier ohne Steuermann 2. Platz
- 1972 im Zweier ohne Steuermann 3. Platz
- 1973 im Einer 2. Platz
- 1978 im Leichtgewichts-Achter 3. Platz
- 1989 im Achter 3. Platz
- 1990 im Achter 2. Platz

Auch heute ist das Rudern ein integraler Bestandteil des Bundeslebens. So nimmt die ARV Westfalen regelmäßig an den Deutschen Hochschulmeisterschaften sowie am Head of the River Race in London teil.